# Etienne Verschueren
Etienne Verschueren (* 24. Dezember 1928 in Ronse; † 19. Juni 1995 ebenda) war ein belgischer Jazzmusiker (Piano,  Saxophon, auch Akkordeon und Orgel), Komponist und Bigband-Leader.

## Leben und Wirken
Verschueren, der aus einer musikalischen Familie stammte und als Swingkid zum Jazz kam, studierte 1945 am Konservatorium von Gent Klavier; hinzu kam eine private Ausbildung in Harmonielehre. Das Saxophonspiel brachte er sich als Autodidakt bei, um dann als Profimusiker in den Orchestern von Willy Albimoor und Mickey Bunner zu arbeiten, wo er sowohl als Pianist als auch als Tenorsaxophonist aktiv war. In der Band von Jack Sels, mit der er 1952 bis 1953 auf Deutschlandtournee (in den GI-Clubs) war, wechselte er auf das Altsaxophon. Später arbeitete er mit den Belgian Bluebirds von Roger Vanhaverbeke, um dann beim Trompeter Janot Morales zu spielen. Zunehmend wurde er in der Bebop-Szene um René Thomas, Jacques Pelzer, Jean Warland und Fats Sadi aktiv. Als Studiomusiker war er ab 1955 auch als Akkordeonist aktiv. Zudem begann er als Arrangeur für Caterina Valente, Dalida und Charles Aznavour zu schreiben.
1959 wurde Verschueren Mitglied des Rundfunktanzorchesters des Institut National de Radiodiffusion, das unter der Leitung von Henri Segers stand. Er begann, für diese Formation zu komponieren; seine Musik für die Fernsehserie Suite en seize erhielt 1963 in Montreux die Rose de Bronze. Im selben Jahr wechselte er zum Sender BRT, wo er 1965 zum Leiter des BRT Radio Jazz Orkest ernannt wurde. Diese Bigband wurde unter seiner Führung zu einer wichtigen Institution der belgischen Musikszene, die Kompositionen von Francy Boland, Jean Warland, Michel Herr, Freddy Sunder oder Bob Porter spielte. Auch holte Elias Gistelinck sie regelmäßig auf das Festival Jazz Middelheim, wo sie internationale Gastsolisten wie Jerzy Milian präsentierte.
Daneben leitete Verschueren ab 1969 gemeinsam mit Nathan Davis ein Sextett, das international tourte und beim Montreux Jazz Festival 1970 auftrat. 1977 gründete er das Quintett Bop Friends (mit Nick Fissette, Tony Bauwens, Roger Vanhaverbeke und Freddy Rottier), das zwei Alben einspielte. Als Saxophonist präsentierte er sich unter eigenem Namen auch auf dem Album Early Spring, das er 1983 mit dem Pianisten Charles Loos sowie Roger Vanhaverbeke und Freddy Rottier einspielte. Auch legte er 1970 ein Bigband-Album mit Jack van Poll vor. Tom Lord verzeichnet 42 Aufnahmen in Schallplattenstudios mit ihm.
Aus gesundheitlichen Gründen musste Verschueren das Saxophonspiel 1985 aufgeben, so dass er sich auf das Klavier und das Schreiben konzentrierte. Er war auch als Filmkomponist tätig und verfasste unter anderem den Soundtrack für Une femme entre chien et loup (1979) von André Delvaux.